# Bibliotheca Classica
A Magyar Helikon  Kiadót 1957-ben a klasszikus művek kiadására és a magyar könyvművészeti hagyományok ápolására alapították. 1965-1982 között beolvadt az Európa Könyvkiadóba mint annak könyvművészeti osztálya. 1982-től pedig újra önálló kiadó és magánvállalkozás.
1970–1989 között jelentették meg a Bibliotheca Classica sorozatot, amely 33 számozatlan kötetig jutott. Olyan klasszikus alkotásokat tartalmaz, mint Hérodotosz görög-perzsa háborúról szóló írásai, Platón összes munkája, Szophoklész drámái vagy Cornelius Tacitus történetei. Emellett Homérosz Íliász és Odüsszeia eposzait és egyéb költeményeit is megjelentették.

## A sorozat kötetei
- Tacitus összes művei, 1-2.; ford. Borzsák István, jegyz. Zsolt Angéla; 1970
- Sophokles drámái; ford. Babits Mihály et al., utószó Falus Róbert, jegyz. Szilágyi János György; 1970
- Apuleius: Az aranyszamár. Regény; ford., utószó Révay József; 1971
- Homérosz: Odüsszeia / Homéroszi költemények; ford., utószó, jegyz. Devecseri Gábor; 1971
- Aiszkhülosz drámái; ford. Devecseri Gábor et al., utószó Szepessy Tibor, jegyz. Devecseri Gábor, Ritoók Zsigmond; 1971
- T. Arbiter Petronius: Satyricon; ford., összekötő szöveg Horváth István Károly, utószó, jegyz. Szepessy Tibor; 1972
- Homérosz: Iliász / Homérosz; ford., jegyz. Devecseri Gábor; 1972
- Vergilius összes művei; ford., jegyz. Lakatos István, tan. Borzsák István, Lakatos István; 1973
- Homérosz: Iliász / Homéroszi költemények / Odüsszeia; ford., jegyz. Devecseri Gábor; 1974
- Lukianosz összes művei, 1-2.; ford. Bollók János et al., jegyz. Horváth Judit, utószó Szilágyi János György; 1974
- Iulius Caesar feljegyzései a gall háborúról, a polgárháborúról; ford. Szepessy Tibor, Ürögdi György, utószó Tegyey Imre, jegyz. Boronkai Iván, Ürögdi György; 1974
- Gaius Suetonius Tranquillus: A caesarok élete; ford. Kis Ferencné, utószó, jegyz. Hegyi György; 1975
- Publius Ovidius Naso: Átváltozások; ford. Devecseri Gábor, utószó Szilágyi János György, jegyz. Szepessy Tibor; 1975
- Tibullus és Propertius összes költeményei; ford. Babits Mihály et al.; 1976
- Plutarkhosz: Párhuzamos életrajzok, 1-2.; ford., jegyz. Máthé Elek, utószó Borzsák István; 2. jav. kiad.; 1978
- C. Sallustius Crispus összes művei; ford. Kurcz Ágnes, szerk., jegyz. Zsolt Angéla; 1978
- Xenophón: Kürosz nevelkedése / Anabázis; ford. Fein Judit; 1979
- ifjabb Plinius: Levelek; ford. Borzsák István et al., utószó Szepessy Tibor; 1981
- Livius: A római nép története a város alapításától, 1-4.; 1982
  - 1. ford. Kiss Ferencné, Muraközy Gyula; 1982
  - 2. ford. Muraközy Gyula
  - 3. ford. Muraközy Gyula
  - 4. ford. Muraközy Gyula
- Platón összes művei, 1-3.; szöveggond. Falus Róbert, ford. Devecseri Gábor et al.; 1984
- Hérodotosz: A görög-perzsa háború, 1-2. ; ford., utószó, jegyz. Muraközy Gyula; 1989
- Szophoklész drámái/Aiasz / Antigoné / Trakhisi nők / Oedipus király / Élektra / Philoktétés / Oedipus Kolonosban / Nyomszimatolók; ford., Babits Mihály, Devecseri Gábor, Kardos László, Jánosy István; 1979
- Caius Valerius Catullus összes versei; ford. Devecseri Gábor; 1967